# جون إل. مايرز
جون إل. مايرز (بالإنجليزية: John L. Myers)‏ هو سياسي أمريكي، ولد في 17 أكتوبر 1947 في فيلادلفيا في الولايات المتحدة، وتوفي في 7 ديسمبر 2015. حزبياً، نشط في الحزب الديمقراطي. وقد انتخب عضو مجلس نواب بنسيلفانيا.